# Hornauskogel
Hornauskogel är en kulle i Österrike.   Den ligger i  förbundslandet Wien, i den östra delen av landet, 13 km väster om huvudstaden Wien. Toppen på Hornauskogel är 501 meter över havet, eller 11 meter över den omgivande terrängen. Bredden vid basen är 0,21 km.
Terrängen runt Hornauskogel är kuperad åt nordväst, men åt sydost är den platt. Runt Hornauskogel är det mycket tätbefolkat, med 3 134 invånare per kvadratkilometer.. Närmaste större samhälle är Wien, 12,5 km öster om Hornauskogel. 
I omgivningarna runt Hornauskogel växer i huvudsak blandskog.